# Кирейко, Борис Павлович
Борис Павлович Кирейко — советский хозяйственный, государственный и политический деятель, Герой Социалистического Труда.

## Биография
Родился в 1939 году в селе Спиридонова Буда. Член КПСС.
С 1958 года — на хозяйственной, общественной и политической работе. В 1958—1956 гг. — тракторист, механизатор, звеньевой колхоза «Маяк» Новозыбковского района Брянской области, член ЦК профсоюза работников сельского хозяйства, представитель от Всероссийского Совета колхозов на Всесоюзном собрании советов колхозов союзных республик.
Указом Президиума Верховного Совета СССР от 11 декабря 1973 года присвоено звание Героя Социалистического Труда с вручением ордена Ленина и золотой медали «Серп и Молот».
Избирался депутатом Верховного Совета РСФСР 9-го созыва.
Умер в Спиридоновой Буде в 2002 году.